# 1956年の大洋ホエールズ
1956年の大洋ホエールズでは、1956年の大洋ホエールズの動向をまとめる。
この年の大洋ホエールズは、迫畑正巳監督の1年目のシーズンである。

## 概要
1953年の松竹ロビンスとの合併以降成績が下降気味になったチームは1955年に黎明期のプロ野球を支えた藤井勇監督でも低迷を救えず31勝99敗のワースト敗戦（この記録は1961年に近鉄が更新）に終わり、藤井監督が辞任して選手に戻るハプニングで、急遽迫畑監督が就任。この年は1960年初優勝時の主力となる秋山登・土井淳・沖山光利など「明大五人男」が入団。ホエールズ誕生以来の主力選手に衰えが見えたチームの中で、秋山は1年目からローテに入りチームの勝ち星の大半を稼ぐも、その一方で打線の援護に恵まれず、1953年の新人王・権藤正利は前年から続いた連敗（シーズン終了時点で21連敗。最終的に1957年に28連敗まで更新する）を止められず、0勝13敗となるなど、投手陣の好投に打線が応えられない試合が続いた。投手陣はリーグ3位の50完投を記録し、チーム防御率も3.15まで改善された。打撃陣はチーム本塁打がリーグ2位を記録したが、打率・盗塁がリーグ最下位。最終的に借金は前年の68から半減したものの優勝の巨人に40ゲーム以上、4位の国鉄に20ゲームも離されて3年連続の最下位に沈み、前年から続いた中日戦の連敗が26連敗でストップしたのが明るい話題だった。

## チーム成績

### レギュラーシーズン
| 1 | 左 | 沖山光利 |
| 2 | 二 | 引地信之 |
| 3 | 右 | 青田昇   |
| 4 | 一 | 藤井勇   |
| 5 | 三 | 手塚耀朗 |
| 6 | 捕 | 目時春雄 |
| 7 | 中 | 中島執   |
| 8 | 遊 | 岩岡保宏 |
| 9 | 投 | 江田孝   |

| 順位 | 4月終了時 | 4月終了時 | 5月終了時 | 5月終了時 | 6月終了時 | 6月終了時 | 7月終了時 | 7月終了時 | 8月終了時 | 8月終了時 | 9月終了時 | 9月終了時 | 最終成績 | 最終成績 |
| ---- | --------- | --------- | --------- | --------- | --------- | --------- | --------- | --------- | --------- | --------- | --------- | --------- | -------- | -------- |
| 1位  | 大阪      | --        | 巨人      | --        | 巨人      | --        | 巨人      | --        | 大阪      | --        | 巨人      | --        | 巨人     | --       |
| 2位  | 中日      | 1.0       | 大阪      | 1.0       | 中日      | 1.5       | 大阪      | 2.0       | 巨人      | 2.0       | 大阪      | 1.5       | 大阪     | 4.5      |
| 3位  | 巨人      | 2.0       | 中日      | 1.0       | 大阪      | 4.0       | 中日      | 5.5       | 中日      | 5.5       | 中日      | 4.0       | 中日     | 10.0     |
| 4位  | 広島      | 3.0       | 国鉄      | 7.5       | 国鉄      | 9.0       | 国鉄      | 11.5      | 国鉄      | 13.0      | 国鉄      | 15.5      | 国鉄     | 21.0     |
| 5位  | 国鉄      | 4.0       | 広島      | 9.0       | 大洋      | 13.0      | 広島      | 16.5      | 広島      | 21.5      | 広島      | 28.0      | 広島     | 37.5     |
| 6位  | 大洋      | 5.0       | 大洋      | 11.5      | 広島      | 14.5      | 大洋      | 18.5      | 大洋      | 24.0      | 大洋      | 32.0      | 大洋     | 41.0     |

| 順位 | 球団             | 勝 | 敗 | 分 | 勝率 | 差   |
| 1位  | 読売ジャイアンツ | 82 | 44 | 4  | .651 | 優勝 |
| 2位  | 大阪タイガース   | 79 | 50 | 1  | .612 | 4.5  |
| 3位  | 中日ドラゴンズ   | 74 | 56 | 0  | .569 | 10.0 |
| 4位  | 国鉄スワローズ   | 61 | 65 | 4  | .484 | 21.0 |
| 5位  | 広島カープ       | 45 | 82 | 3  | .354 | 37.5 |
| 6位  | 大洋ホエールズ   | 43 | 87 | 0  | .331 | 41.0 |

## オールスターゲーム
| ファン投票 | 青田昇 |        |
| 監督推薦   | 秋山登 | 土井淳 |

## できごと
- 4月26日 - 飯田で行われた大洋対中日8回戦で大洋が中日に5-2で勝利し、中日戦の連敗を26で止める[2]。
- 5月6日 - 青田昇が川崎球場での対広島戦ダブルヘッダー第1試合の6回戦の8回裏に6号2点本塁打、第二試合の9回戦の第1打席から第3打席にかけて本塁打を放ち、プロ野球新記録の4打席連続本塁打を記録[3]。

## 表彰選手
| リーグ・リーダー | リーグ・リーダー | リーグ・リーダー | リーグ・リーダー |
| 選手名           | タイトル         | 成績             | 回数             |
| ---------------- | ---------------- | ---------------- | ---------------- |
| 秋山登           | 新人王           |                  |                  |
| 青田昇           | 本塁打王         | 25本             | 2年ぶり4度目     |

| ベストナイン | ベストナイン | ベストナイン |
| 選手名       | ポジション   | 回数         |
| ------------ | ------------ | ------------ |
| 青田昇       | 外野手       | 5年ぶり4度目 |